# Panelefsiniakos
Pour la section basket-ball du même club, voir Panelefsiniakos BC (en)
Maillots
Le Panelefsiniakόs Athlitikós Ómilos (en grec moderne : Πανελευσινιακός Αθλητικός Όμιλος), plus couramment abrégé en Panelefsiniakόs AO, est un club grec de football fondé en 1931, et basé dans la ville d'Eleusis, dans l'Attique non loin d'Athènes et du Pirée.

## Histoire
Le Panelefsiniakόs a disputé trois saisons au sein de l'Alpha Ethniki : 2 dans les années 1960 et une à la fin des années 1990. Ils n'ont jamais réussi à s'y maintenir et ont 3 fois été relégués en division inférieure.
- 1961-1962 : 15e sur 16 - Relégation en Beta Ethniki
- 1967-1968 : 15e sur 18 - Relégation en Beta Ethniki
- 1998-1999 : 16e sur 16 - Relégation en Beta Ethniki

## Palmarès
| Compétitions nationales                                                                                                |
| --- |
| - Championnat de Grèce D2 (2) : - Champion : 1960-61 et 1966-67. - Championnat de Grèce D3 (1) : - Champion : 2014-15. |

## Personnalités du club

### Présidents du club
- Spyros Dimopoulos
- Kostas Athanasiou

### Entraîneurs du club
| - Alekos Sofianidis (1971 - 1972) - Níkos Anastópoulos (1995 - 1996) - Nikos Goulis (1996 - 1998) - Stathis Stathopoulos (1998) - Giorgos Foiros (1999) - Stathis Stathopoulos (1999) - Níkos Anastópoulos (1999) - Babis Tennes (1999 - 2000) - Giannis Gaitatzis (2000 - 2001) - Sakis Tsiolis (2001) | - Ilias Armodoros (2001) - Dimitrios Spanos (2014) - Petros Michos (2014) - Georgios Marantas (2014 - 2015) - Timos Kavakas (2015) - Thanasis Dimopoulos (2015 - 2017) - Giannis Rokas - Theofilos Kalyvas - Georgios Vazakas (2017 - ) |

### Grands joueurs du club
| - Nikos Alefantos - Panagiotis Michas - Alekos Kaklamanos | - Ioannis Kalitzakis - Koffi Amponsah |